# Ma Rainey's Black Bottom
Ma Rainey's Black Bottom (no Brasil, A Voz Suprema do Blues, pt: Ma Rainey: A Mãe do Blues) é um filme americano de drama dirigido por George C. Wolfe, escrito por Ruben Santiago-Hudson e produzido por Todd Black, Denzel Washington e Dany Wolf, baseado na peça de 1984 de mesmo nome  de August Wilson. O filme é estrelado por Viola Davis e Chadwick Boseman, em seu papel final no cinema antes de sua morte, e é centrado em uma sessão de gravação fatídica de "A Mãe dos Blues" Ma Rainey em 1927 na cidade de Chicago.
O filme foi lançado nos cinemas em 25 de novembro de 2020, antes de ser transmitido na Netflix em 18 de dezembro de 2020. O filme foi aclamado pela crítica, que elogiou as atuações de Davis e Boseman, assim como os figurinos e o design de produção.

## Premissa
As tensões e as temperaturas aumentam ao longo de uma sessão de gravação vespertina na Chicago dos anos 1920, enquanto uma banda de músicos espera a artista pioneira, a lendária "Mãe do Blues", Ma Rainey (Viola Davis). No final da sessão, a destemida e impetuosa Ma se envolve em uma batalha de vontades com seu empresário e produtor branco pelo controle de sua música. Enquanto a banda espera na claustrofóbica sala de ensaios do estúdio, o ambicioso trompetista Levee (Chadwick Boseman) - que está de olho na namorada de Ma e está determinado a reivindicar sua própria vida na indústria da música - incita seus colegas músicos a uma erupção de histórias, verdades, e mentiras que mudarão para sempre o curso de suas vidas.

## Elenco
- Viola Davis como Ma Rainey
- Chadwick Boseman como Levee
- Glynn Turman como Toledo
- Colman Domingo como Cutler
- Michael Potts como Slow Drag
- Jeremy Shamos como Irvin
- Taylour Paige como Dussie Mae
- Dusan Brown como Sylvester
- Jonny Coyne como Sturdyvant
- Joshua Harto como Policial

## Produção
Denzel Washington inicialmente tinha um acordo com a rede de televisão HBO para produzir nove peças do dramaturgo August Wilson em filmes, com Black Bottom de Ma Rainey entre eles. Em junho de 2019, o acordo foi transferido para a Netflix. Viola Davis, Chadwick Boseman, Glynn Turman, Colman Domingo e Michael Potts foram escalados para o filme, com George C. Wolfe definido para dirigir. Em julho de 2019, Taylour Paige, Jonny Coyne, Jeremy Shamos e Dusan Brown se juntaram ao elenco do filme.
As filmagens começaram em 8 de julho de 2019 em Pittsburgh, com sets convertidos em Chicago de 1927, e terminados em 16 de agosto de 2019.
Em 28 de agosto de 2020, Boseman morreu de câncer de cólon durante a pós-produção, tornando Black Bottom de Ma Rainey sua última aparição no filme.

## Lançamento
O filme foi lançado nos cinemas em alguns cinemas em 25 de novembro de 2020, e depois na Netflix em 18 de dezembro de 2020.

## Recepção

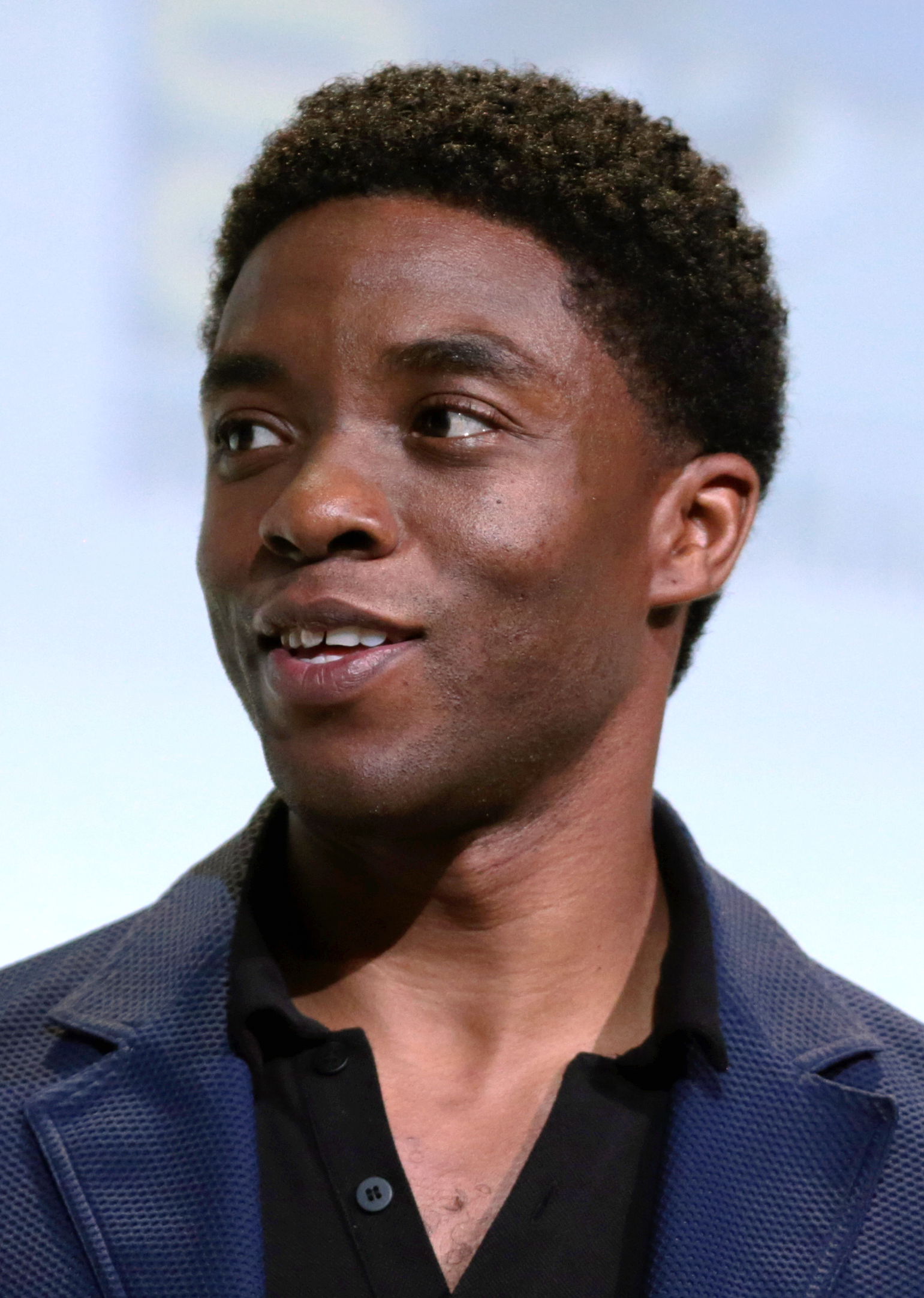
Chadwick Boseman recebeu muitos elogios por sua performance final.

No site agregador de resenhas Rotten Tomatoes, o filme detém uma taxa de aprovação de 99% com base em 218 resenhas, com uma classificação média de 8.2/10. De acordo com o Metacritic, que coletou 40 resenhas e calculou uma pontuação média ponderada de 88 em 100, o filme recebeu "aclamação universal".
Escrevendo para o Los Angeles Times, Justin Chang disse: "Boseman, demonstrando a mesma integridade com que se agarrou a toda a sua carreira, recusa-se a suavizar o destino. Ele dá a este homem agitado e abalado o presente de uma alma quebrada, dilacerada pela raiva e trauma, e o torna ainda mais humano por isso. Seus momentos finais de tempo na tela estão entre os mais sombrios e também os melhores." Eric Kohn, do IndieWire, deu ao filme uma nota" B "e elogiou Boseman e Davis  'performances, dizendo: "Tudo isso seria mais preocupante se Ma Rainey's Black Bottom não ativasse o diálogo crepitante de Wilson e um ritmo jazzístico no mesmo nível da música. Acima de tudo, o filme equivale a uma ressurreição sólida que não destrua a maior parte do que fez a jogada dar certo."
Peter Travers, resenhando o filme para a ABC News, disse: "Davis interpreta a verdadeira Ma Rainey, a cantora da Geórgia apelidada de Mãe do Blues. Boseman investe o corpo e a alma em Levee, o trompetista cabeça quente que ousa trombeta com Ma em um pobre estúdio de gravação de Chicago, onde são pagos para fazer música do jeito que os chefes brancos querem. A época é 1927, mas as tensões raciais eriçadas parecem mais oportunas do que nunca."

### Prêmios
| Premiação                         | Data de cerimônia     | Categoria     | Recipiente(s)    | Resultado | Ref.   |
| --------------------------------- | --------------------- | ------------- | ---------------- | --------- | ------ |
| Gotham Awards                     | 11 de janeiro de 2021 | Melhor Ator   | Chadwick Boseman | Indicado  |        |
| Sunset Film Critics Circle Awards | 1 de dezembro de 2020 | Melhor Filme  | Melhor Filme     | Indicado  | [ 16 ] |
| Sunset Film Critics Circle Awards | 1 de dezembro de 2020 | Melhor Ator   | Chadwick Boseman | Indicado  | [ 16 ] |
| Sunset Film Critics Circle Awards | 1 de dezembro de 2020 | Melhor atriz  | Viola Davis      | Indicado  | [ 16 ] |
| Sunset Film Critics Circle Awards | 1 de dezembro de 2020 | Melhor elenco | Melhor elenco    | Venceu    | [ 16 ] |